# Maria do Carmo da Santíssima Trindade
Maria do Carmo da Santíssima Trindade, nome religioso de Carmen Caterina Bueno (Itu, 25 de novembro de 1898 — Tremembé, 13 de julho de 1966), conhecida por Madre Carminha, foi uma religiosa carmelita pertencente à Ordem das Carmelitas Descalças que, pelas suas virtudes religiosas, foi considerada Venerável pela Igreja Católica.

## Vida
Carmen Caterina Bueno nasceu em Itu em 25 de novembro de 1898, filha de Teotônio Bueno e Maria do Carmo Bauer Bueno, que tinha apenas 15 anos, e uma saúde precária, e seus avós paternos a levaram para criar e educar em Campinas. Ela foi batizada em 1899, fez sua Primeira Comunhão em 1910.
Sua formação foi complementada em São Paulo e no Rio de Janeiro
Em 1913, quando ela tinha 15 anos, sua mãe faleceu, e ela assumiu a criação dos irmãos. Nesse tempo, Conheceu um estudante de engenharia e aspiraram se unirem em matrimônio, e ele lhe pediu que ela estudar no Colégio Sion, onde estudaram suas irmãs. Ela, então, voltou para Campinas, com sua avó.
Recebeu a medalha de Filha de Maria em 1917, fazendo voto de virgindade. Em 1924 fez a Profissão na Ordem Terceira do Carmo e em 21 de abril de 1925 ingressou no Carmelo São José, no Rio de Janeiro, quando recebeu o nome de Maria do Carmo da Santíssima Trindade.
Em 1946 foi eleita Priora do Carmelo São José na Arquidiocese de São Sebastião do Rio de Janeiro. Em 1949 foi alçada à função de Mestra de Noviças no Carmelo São José e em 1952 novamente foi Priora do Carmelo São José.
Em 1955, juntamente com outras irmãs carmelitas, transferiu-se para Tremembé, onde fundaram um carmelo em 1957.
Já vivendo em santidade, reconhecida por todos, em 1965 sofreu uma crise de Angina pectoris e em 1966 sofreu um acidente vascular cerebral. Faleceu, em decorrência, em 13 de julho de 1966.

## Venerável
Madre Carminha passou a ser venerada a partir da década de 1970, após uma exumação, em 13 de julho de 1972, ter revelado que seu corpo estava intacto. 

Todos os presentes estavam emocionados, mas a emoção aumentou quando se notou o caixão intacto e nenhum mau odor nem umidade alguma. (...). Cena comovente... O corpo de Madre Maria do Carmo estava intacto, o santo hábito perfeito e resistente. O corpo foi examinado por uma equipe de médicos da Universidade de São Paulo (USP), chefiados pelo Dr. Mário Degne, cujo laudo médico encontra-se no arquivo do mosteiro .
Em 3 de novembro de 2009, o Vaticano autorizou a abertura do processo de canonização da Madre Carminha. Nessa etapa, ela foi reconhecida como Serva de Deus.
Em 24 de janeiro, o Papa Francisco aprovou a promulgação do Decreto das Virtudes Heroicas, elevando-a à categoria de Venerável.

## Supostos milagres
Alguns supostos milagres, atribuídos à Madre Maria do Carmo da Santíssima Trindade, são estudados sigilosamente pelo Vaticano.

"“Fui diagnosticado com câncer de esôfago no ano passado e, quando estava na mesa de cirurgia, o médico [desistiu do procedimento e] pediu para que eu tentasse a quimioterapia. Perdi 22 quilos, fiquei muito fraco e vomitava tudo o que comia. Passei a pedir intercessão para a ‘santa’ Carminha e quando voltei neste ano, em maio, eu estava curado. Os médicos não acreditaram. Sou um verdadeiro milagre”— João Ferreira Júnior, funcionário público
“Minha filha contraiu uma bactéria e chegou a pesar 31 quilos. Ela ficou na UTI e teve um dia em que o médico me disse que não passaria daquela noite. Passei a noite ajoelhada ao lado da minha filha, rezando ‘Santa Carminha cura’. Quando acordou, ela abriu os olhos e nenhum dos médicos acreditou. Minha filha se recuperou e voltou a trabalhar. Para mim, ela sempre foi santa”.— Vera Alice Makdissi